# Municipio de Elk Prairie
El municipio de Elk Prairie (en inglés: Elk Prairie Township) es un municipio ubicado en el condado de Jefferson en el estado estadounidense de Illinois. En el año 2010 tenía una población de 725 habitantes y una densidad poblacional de 7,64 personas por km².

## Geografía
El municipio de Elk Prairie se encuentra ubicado en las coordenadas 38°10′27″N 88°59′0″O / 38.17417, -88.98333. Según la Oficina del Censo de los Estados Unidos, el municipio tiene una superficie total de 94.95 km², de la cual 71,15 km² corresponden a tierra firme y (25,06 %) 23,8 km² es agua.

## Demografía
Según el censo de 2010, había 725 personas residiendo en el municipio de Elk Prairie. La densidad de población era de 7,64 hab./km². De los 725 habitantes, el municipio de Elk Prairie estaba compuesto por el 97,79 % blancos, el 1,38 % eran afroamericanos, el 0,55 % eran asiáticos y el 0,28 % eran de una mezcla de razas. Del total de la población el 0,41 % eran hispanos o latinos de cualquier raza.